# ایکو اویس
ایکو اویس (اندونزیایی: Iko Uwais؛ زادهٔ ۱۲ فوریهٔ ۱۹۸۳) یک رزمی‌کار، هنرپیشه، و بدل‌کار اهل اندونزی است. وی از سال ۲۰۰۷ میلادی تاکنون مشغول فعالیت بوده‌است.

## فیلم‌شناسی
| سال  | نام                        | نقش            | کارگردان                    |
| ---- | -------------------------- | -------------- | --------------------------- |
| ۲۰۰۹ | مرانتا                     | یودا           | گارث اونس                   |
| ۲۰۱۱ | یورش                       | راما           | گارث اونس                   |
| ۲۰۱۳ | مبارز تای چی               | جیلانگ سانجایا | کیانو ریوز                  |
| ۲۰۱۴ | یورش ۲                     | راما           | گارث اونس                   |
| ۲۰۱۵ | جنگ ستارگان: نیرو برمی‌خیزد | رازو کویین     | جی. جی. آبرامز              |
| ۲۰۱۶ | گلوله به سر                | عبدی           | کیمو استامبول تیمو تیجاننتو |
| ۲۰۱۷ | پشت آسمان شهر              | سوا            | لیام اودانل                 |
| ۲۰۱۸ | ۲۲ مایل                    | لی نور         | پیتر برگ                    |
| ۲۰۱۸ | شب برای ما می‌آید           | اریان          | تیمو تیجاننتو               |
| ۲۰۱۹ | استوبر                     | تیژا           | مایکل داوس                  |
| ۲۰۱۹ | تهدید سه‌گانه               | جیکا           | جسی وی. جانسون              |
| ۲۰۲۰ | قاتلان وو (سریال)          | کای جین        |                             |
| ۲۰۲۱ | چشمان مار                  | اربااب         | روبرت شونتکه                |
| ۲۰۲۲ | مشت انتقام                 | کای جین        | رول رین                     |
| ۲۰۲۳ | بی‌مصرف‌ها ۴                 | رحمت سوارتو    | اسکات وا                    |
| ۲۰۲۵ | آسمان شهر: راه جنگ         | سوا            | لیام اودانل                 |